# Noddy Holder
Noddy Holder (født Neville John Holder, 15. juni 1946 i Walsall, Staffordshire, England) var forsanger og rytmeguitarist i det britiske glam rock-band Slade. Kaldenavnet Noddy Holder var på "Black Country"-dialekten, som taltes i det midtvestlige England, slang for et kondom.
Efter at have arbejdet på et kontor blev Noddy Holder professionel musiker med gruppen Steve Brett & The Mavericks. Gruppen indspillede tre singler og optrådte i engelsk tv, før trommeslager Don Powell overtalte Holder til at skifte til hans band, The N'Betweens. I bandet var allerede guitarist Dave Hill og violinist/bassist Jimmy Lea, og de fire udviklede sig med årene til bandet Slade.
Noddy Holder og Jim Lea indgik et meget vitalt og gennemslagskraftigt partnerskab som sangskrivere, hvor Holder skrev teksterne og Lea musikken til Slades mange hits. Holder var desuden Slades frontfigur. Hans rå, gennemtrængende stemme, hans maskuline rytmeguitar, de vovede tekster og hans frækt udadvendte men altid godmodige sceneoptræden gjorde ham iøjnefaldende, og han blev et af 1970'ernes popikoner.
Slade holdt op med at turnere i 1984, men fortsatte med at indspille plader. Sammen med guitarist Dave Hill indspillede Noddy Holder i 1989 og 1990 to singler under navnet Blessing in Disguise. Efter Slades 25 års jubilæum forlod Holder bandet, idet han følte trang til at foretage sig andet end at være i et rockband.
Siden bruddet i 1991 har Noddy Holder medvirket i forskellige britiske tv-shows, især serien The Grimleys, hvor han spillede musiklæreren Neville Holder, men også i Max and Paddy's Road to Nowhere og som holdkaptajn på BBCs popquizz A Question of Pop. Holder har sit eget radioshow på Piccadilly 1152 i Manchester, og han er blevet udødeliggjort som dukke i børnefjernsynsserien Byggemand Bob.
I 1999 udkom Noddy Holders selvbiografi Who's Crazee Now?, og i 2000 blev han tildelt MBE-ordenen (Member of the Order of the British Society) for sit arbejde med populærmusikken.
Den 7. april 2004 giftede Noddy Holder sig med tv-produceren Suzan Price med hvem han har sønnen Django, født i 1995 og opkaldt efter den legendariske jazz-guitarist sigøjneren Django Reinhardt. Fra sit tidligere ægteskab med Leandra har Holder to voksne døtre, Jessica og Charisse, som begge arbejder indenfor tv-produktion. Holder og hans familie bor i Prestbury, Cheshire, England.